# 1997 YX
1997 YX är en asteroid i huvudbältet som upptäcktes den 20 december 1997 av den japanska astronomen Takao Kobayashi vid Ōizumi-observatoriet.
Asteroiden har en diameter på ungefär 3 kilometer.